# Agrodiaetus paravirgilia
Agrodiaetus paravirgilia är en fjärilsart som beskrevs av Ruggero Verity 1943. Agrodiaetus paravirgilia ingår i släktet Agrodiaetus och familjen juvelvingar. Inga underarter finns listade i Catalogue of Life.